# George Lemuel Woods

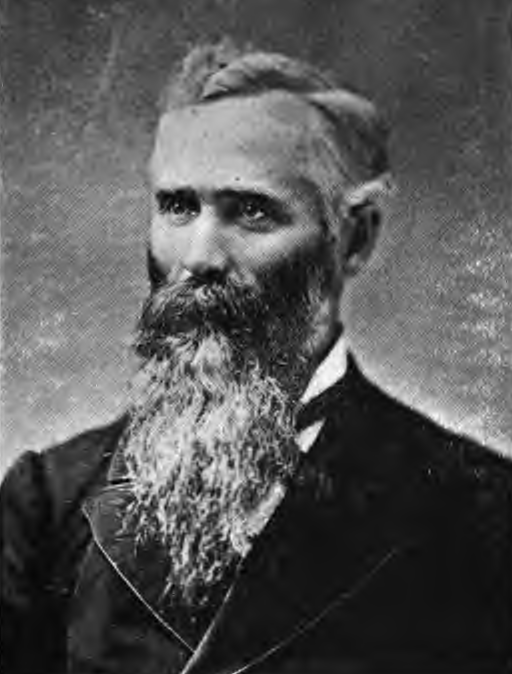
George Lemuel Woods

George Lemuel Woods (* 30. Juli 1832 im Boone County, Missouri; † 7. Januar 1890 in Portland, Oregon) war ein amerikanischer Politiker. Er amtierte von 1866 bis 1870 als 3. Gouverneur des Bundesstaates Oregon sowie zwischen 1871 und 1874 als Gouverneur im Utah-Territorium.

## Frühe Jahre
George Woods kam im Jahr 1847 mit seinen Eltern in das Yamhill County in Oregon. Dort besuchte er die örtlichen Schulen und später das McMinnville College. Während des kalifornischen Goldrauschs versuchte auch der junge Woods sein Glück auf den Goldfeldern. Nach einem Jurastudium und seiner Zulassung als Rechtsanwalt praktizierte er in Walla Walla im Washington-Territorium.

## Politischer Aufstieg
Woods gehörte zu den Gründungsmitgliedern der Republikanischen Partei in Oregon. Im Jahr 1863 wurde er Richter im Wasco County. 1864 unterstützte er den Präsidentschaftswahlkampf von Abraham Lincoln und war einer von dessen Wahlmännern. Im folgenden Jahr wurde er an den Obersten Gerichtshof des Idaho-Territoriums berufen. 1866 wurde er als Kandidat seiner Partei zum dritten Gouverneur seines Landes gewählt.

## Gouverneur von Oregon
George Woods trat sein neues Amt am 12. September 1866 an. Als Gouverneur betrieb er den Bau einer Eisenbahn, die Portland mit Kalifornien verbinden sollte. Er gehörte außerdem zu den Gründern der Oregon Central Railroad. Im April 1867 wechselte Woods aber die Seiten und unterstützte eine kalifornische Eisenbahngesellschaft, was eine heftige Diskussion in Oregon auslöste. Woods unterstützte Pläne, die Snake-Indianer aus ihrem Gebiet zu Gunsten der weißen Siedler zu vertreiben, auch wenn das im Gegensatz zu der Politik des Kriegsministeriums in Washington stand. Im Jahr 1868 versuchten die Demokraten ihn mit ihrer Mehrheit im Staatsparlament seines Amtes zu entheben, indem sie die Gültigkeit der Wahl anfochten. Der Versuch blieb erfolglos.

## Gouverneur im Utah-Territorium
Nach dem Ende seiner Gouverneurszeit in Oregon im September 1870 wurde er von Präsident Ulysses S. Grant zum neuen Territorialgouverneur von Utah ernannt. Dieses Amt übte er zwischen 1871 und 1875 aus. In Utah wurde er ein Gegner von Brigham Young, einem der ersten Mormonenführer. Das führte dort zu Spannungen. Nach Ablauf seiner Zeit in Utah wurde er im Jahr 1875 nicht wieder ernannt.

## Weiterer Lebenslauf
Die folgenden zehn Jahre war Woods in Kalifornien und Nevada als Rechtsanwalt tätig, ehe er wieder nach Oregon zurückkehrte. Dort starb er am 7. Januar 1890. George Woods war mit Louise A. McBride verheiratet, mit der er zwei Kinder hatte.